# Гилеморфизм
Гилеморфи́зм (от др.-греч. ὕλη — вещество, материя и μορφή — форма) — новоевропейский термин, обозначающий концепцию космогенеза как оформления исходного пассивного субстрата активной субстанцией. В общем смысле — метафизическая точка зрения, согласно которой любой объект состоит из двух основных начал, потенциального (первичной материи) и актуального (субстанциальной формы). Термин окончательно утвердился в литературе в конце XIX в.

## Ранняя натурфилософия
Ранняя греческая натурфилософия представляет идею первоначала (архэ, ἀρχή), которое трансформируется в серию миров, каждый из которых проходит в своей эволюции стадию становления (космизации как оформления) и стадию деструкции (хаотизации как утраты формы).
Например, в пифагореизме выраженный числом «предел» (эсхатон, ἔσχᾰτον) ограничивает и тем самым оформляет беспредельность объекта в процессе его становления; у Анаксимандра «беспредельное» (апейрон, ἄπειρον, семантически изоморфный пифагорейской беспредельности) оформляется посредством дифференциации и затем комбинации пар противоположностей, обретая «вид» (эйдос, εἶδος).
Возникновение мыслится как формирование, формирование — как собственно внесение формы извне, таким образом существование мыслится как результат воздействия активной формы на пассивный субстрат; при этом форма является собственно структурирующей моделью, носителем структурного образа — эйдоса.
Оформляющее («отцовское») начало трактуется как демиург — субъект-создатель, несущий идею будущего объекта, творимого «по образу» (эйдосу). То есть, форма выступает одновременно и как носитель собственно эйдоса, и как носитель креативного импульса становления.
Отсюда, гилеморфизм греческой натурфилософии полагает фундаментальный для европейской традиции примат субъекта в исходной субъект-объектной оппозиции. Если, например, в восточной традиции, полагающей примат объекта, становление мыслится как именно самостоятельный процесс изменения объекта (ср. древнекитайские пословицы «урожай не поторопишь», «не тяни лук за перья» и т. п.), то в глубине сознания европейской античности коренится «пафос формирующего активизма».
Становление мыслится как деятельность демиурга-ремесленника, который созидает объект, трансформируя исходный материал объекта и придавая объекту нужную форму. Соотношение «мужского» и «женского» космических начал конфигурируется, таким образом, как противостояние пассивной материи и активной формы. Такое понимание предполагает аксиологический примат духовного, то есть в конечном итоге идеализм.

## Античность
Если с точки зрения объекта процесс обретения формы (эйдоса) аморфным субстратом выступает как становление, то с точки зрения формы (эйдоса) этот процесс выступает как воплощение (объективация в материале). Этот аспект гилеморфизма представлен в философии Платона. Материя мыслится у Платона как некая безотносительная лишённость формы, а форма (эйдос) — уже не как просто внешняя форма (которую нужно «применить» к такой материи, чтобы получить объект), но как внутренняя «идея» объекта, как уже собственно способ его бытия. Такой «внутренний» эйдос придаёт объекту его «самость» — свойство того, что этот объект будет именно этим объектом, обладающим именно таким своим бытием.
Гилеморфизм — центральный момент философии природы Аристотеля. Решая вопрос о существовании какой-либо самостоятельной причины чувственно-воспринимаемых сущностей, Аристотель приходит к заключению, что такой причиной является собственно форма сущностей. При этом Аристотель развивает понимание формы, выводя среди четырёх причин всего сущего/становящегося собственно цель. У Аристотеля гилеморфизм приобретает целесообразность, телеологичность; становление объекта есть результат реализации цели как имманентного объекту эйдоса, то есть по его природе.
К формальной причине, собственно форме, Аристотель, помимо целевой, сводит также движущую причину (начало и прогресс оформления). Такой причиной у Аристотеля предполагается понятие об объекте, ставшее действительностью. Так, архитектор может быть назван действующей причиной дома, но лишь при условии если он строит дом согласно проекту, который как понятие существует в его мысли до возникновения реального дома. Таким образом, движущая причина также сводится к форме. Если рассматривается вся природа в целом или весь мир в целом, то для его объяснения вообще необходимо допустить существование, во-первых, «материи» мира и, во-вторых, «формы» мира (пребывающей, однако, вне самого мира).
В рамках неоплатонизма проблема соотношения материи и формы рассматривается в контексте концепции эманации. Гилеморфизм здесь задаёт мировой процесс как поступательное воплощение трансцендентного Единого (Блага), в смысле наделения его «плотью», «отягощающей вещественностью», смешения с материей как смешения «света с мраком».

## Средние века и новое время
Идея гилеморфизма оказала значительное влияние на развитие европейской философской традиции, включая классическую, неклассическую и современную философию, задавая семантическую модель соотношения объектного и не-объектного бытия. Под не-объектным бытием понималось:
- Абсолютное бытие Бога. Схоластика моделирует механизм креации как вещественное воплощение идеальных прообразов объектов, исходно наличных в мысли Божьей (archetipium у Ансельма Кентерберийского, species в скотизме, visiones у Николая Кузанского и т. п.). В поздней схоластике креация осмысливается как «развертывание» (explicatio) уже самого Бога в предметный мир посредством божественного «самоограничения» (ср. с эйдетической/структурирующей функцией формы/предела в античной философии). Обратным вектором этого процесса выступает «свертывание» (implicatio) мира как снятие им своего предела (ср. с феноменом апейронизации у Анаксимандра) и возвращение в лоно Абсолюта как беспредельной полноты возможностей («потенциальных объективаций», по Николаю Кузанскому).

- Безличное трансцендентное бытие. Немецкая трансцендентально-критическая философия (Гегель) моделирует разворачивание «семантического потенциала абсолютной идеи» как объективацию этого потенциала в природном и историческом материале (аналогично explicatio Абсолюта в поздней схоластике). На основе этого, познание утверждается как «ноэтическая реконструкция идеи в сознании как эйдетического образца», абстрагированного от предметного воплощения этого образца (человек, по Гегелю, «есть прекрасная и мучительная попытка природы осознать самое себя»).

- Субъектно-сущностное бытие. В марксизме оформляется концепция опредмечивания и распредмечивания, где опредмечивание выступает как реализация «родовой сущности» человека, которая воплощается в продуктах его деятельности (ср. с аристотелевским потенциалом целевой причины); распредмечивание — как освоение «логики объекта» в познании и практике (что восходит к праксеологически истолкованной платоновской концепции познания).

В современной философии парадигма гилеморфизма утрачивает своё значение; следы её влияния могут быть обнаружены, например, в гуссерлианской «эйдологии» (трактовка Гуссерлем species, ноэтическое «усмотрение сущности» как предмет «интеллектуальной интуиции»).